# Černá hora (Isergebirge)
Die Černá hora (deutsch Christiansthaler Schwarzer Berg) ist der dritthöchste Berg im tschechischen Teil des Isergebirges, gelegen im zentralen Teil des Gebirges.

## Eigenschaften
Mit dem Gipfel der Vogelkoppen, dem Taubenhaus (Holubník), bildet der Christiansthaler Schwarze Berg einen charakteristischen Doppelgipfel. Im Sattel zwischen den zwei Spitzen liegt das Torfmoor Vánoční louka.
Auf dem Schwarzen Berg bestehen bemerkenswerte Granitformationen wie die Teufelsruhe (Čertův odpočinek).

## Aufstieg
Der Gipfel des Schwarzen Berges ist über den gelben Wanderweg erreichbar, der den gesamten Gipfel von Westen von der Kreuzung Taubensattel (Sedlo Holubníku, 999 m ü. M.) durchquert und sich dort mit der blauer Markierung verbindet.

## Denkmäler
Am Südhang des Schwarzen Bergs, in der Nähe der Christiansthaler Straße, steht das Steindenkmal „Jägers Tod“. Es erinnert an den Tod des Holzfällers Karl Jäger im Januar 1927. In der Nähe des Gipfels befindet sich auch ein Denkmal aus Granit für den 19-jährigen Hans Simmon, der im April 1930 Selbstmord begangen hat.